# Te Werve
Te Werve is een wijk en buurt in het noorden van de Nederlandse gemeente Rijswijk (Zuid-Holland) en is de op een na (Steenvoorde-Noord) grootste woonwijk in die stad. De naam Te Werve is afkomstig van het historische Landgoed te Werve. De wijk bestaat uit de buurten Julianapark, Huis te Lande, Te Werve en Stationskwartier.

## Ligging en bereikbaarheid
Te Werve staat bekend als een groene wijk en ligt ten zuiden van Den Haag. Te Werve is met het openbaar vervoer te bereiken onder andere door het treinverkeer richting Den Haag Centraal, tramlijn 17 (richting Den Haag Statenkwartier), buslijn 22 (richting Duindorp) en buslijn 23 (richting Kijkduin of Scheveningen). Verder rijden er nog verschillende bussen vanaf station Rijswijk richting Zoetermeer, Delft en Naaldwijk.

## Voorzieningen en accommodaties
De voorzieningen die in deze wijk kunnen worden aangetroffen zijn o.a.:
- Landgoed te Werve
- Meerdere kinderdagverblijven/ BSO/ gastouderopvang
- Basisschool de Piramide
- 3 middelbare scholen (vestigingen Stanislas college)
- Een middelbaar beroepsonderwijs vestiging (Wellant college)
- Tandarts-huisarts- fysiotherapiepraktijken
- Meerdere horecagelegenheden en 2 supermarkten (Hoogvliet (supermarkt))
- 4 tennisverenigingen
- 2 voetbalverenigingen (KRSV Vredenburch); (HVV Te Werve)
- De Rijswijkse Schouwburg
- Buitenzwembad De Put
- Station Rijswijk